# Liste der Kulturgüter in Uzwil
Die Liste der Kulturgüter in Uzwil enthält alle Objekte in der Gemeinde Uzwil im Kanton St. Gallen, die gemäss der Haager Konvention zum Schutz von Kulturgut bei bewaffneten Konflikten, dem Bundesgesetz vom 20. Juni 2014 über den Schutz der Kulturgüter bei bewaffneten Konflikten sowie der Verordnung vom 29. Oktober 2014 über den Schutz der Kulturgüter bei bewaffneten Konflikten unter Schutz stehen.
Objekte der Kategorien A und B sind vollständig in der Liste enthalten, Objekte der Kategorie C fehlen zurzeit (Stand: 1. Januar 2023).

## Kulturgüter
| Foto |                                                                          | Objekt                                        | Kat. | Typ | Standort                                | Beschreibung |
| ---- | ------------------------------------------------------------------------ | --------------------------------------------- | ---- | --- | --------------------------------------- | --- |
| ja   | Datei hochladen · Wikidata zu Villa Waldbühl (Q2525883)                  | Villa Waldbühl KGS-Nr.: 08382                 | A    | G   | Waldbühl 996 727565 / 256327            | Von 1909 bis 1911 durch den englischen Architekten Mackay Hugh Baillie Scott im Stil der Arts and Crafts Movement erbautes Landhaus. |
| ja   | Datei hochladen · Wikidata zu Kirche Mariä Himmelfahrt (Q55382613)       | Kirche Mariä Himmelfahrt KGS-Nr.: 08383       | B    | G   | Henau, Buschelstrasse 3 726752 / 257048 | |
| ja   | Datei hochladen · Wikidata zu Katholische Kirche Christkönig (Q29786940) | Katholische Kirche Christkönig KGS-Nr.: 14087 | B    | G   | Bahnhofstrasse 124.1 728488 / 256273    | |